# Ajara Samba
Ajara Samba (geb. am 26. Juni 1998 in Banjul) ist eine gambische Fußballspielerin.

## Leben
Samba begann 2003 gegen den Willen ihrer Mutter mit dem Fußballspielen, weil auch ein älterer Bruder in einem Verein spielte. Sie spielte zuerst ab 2006 für den City Girls FC, für den sie in 13 Spielen 18 Tore schoss. Seit 2009 spielt sie für die Red Scorpions.
Sie besuchte die Gambia Senior Secondary School und arbeitete später im gambischen Gesundheitsministerium.
Ende Januar 2014 sollte sie in einem Freundschaftsspiel des gambischen Nationalteams der Frauen gegen Guinea-Bissau eingesetzt werden, das jedoch kurzfristig abgesagt wurde.
2015 trat sie als Botschafterin für das Projekt Live your Goals des Fußball-Weltverbands FIFA in Erscheinung.
Bei der Qualifikation für den Afrika-Cup der Frauen 2018 trat sie mit dem gambischen Team an. Das Team schied in der zweiten Runde gegen Nigeria aus, das später den Titel gewann.